# Hermann Schlegel

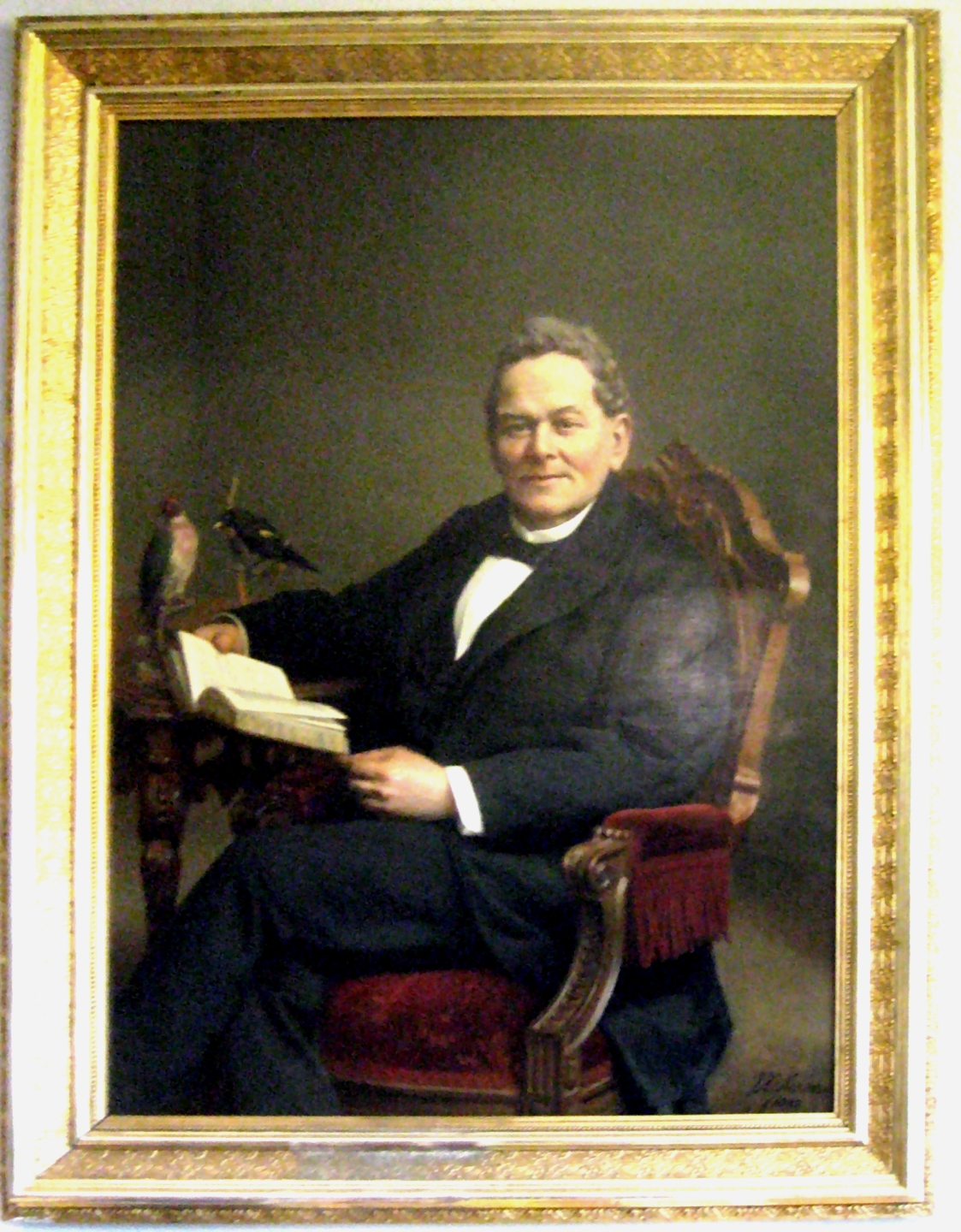
Hermann Schlegel

Hermann Schlegel (10 tháng 6 năm 1804 - 17 tháng 1 năm 1884) là một nhà điểu học và nhà bò sát, lưỡng cư học người Đức.

## Tiểu sử
Schlegel sinh ra tại Altenburg, con trai của một người lính đồng. Cha ông đã thu thập những con bướm, kích thích sự quan tâm của Schlegel trong lịch sử tự nhiên. Sự phát hiện ra, tình cờ, về một tổ chim voọc đã đưa anh đến nghiên cứu về các loài chim và một cuộc gặp với Christian Ludwig Brehm.
Schlegel bắt đầu làm việc cho cha mình, nhưng sớm mệt mỏi với nó. Ông đi du lịch đến Vienna vào năm 1824, tại đó, tại trường đại học, ông đã tham dự các bài giảng của Leopold Fitzinger và Johann Jacob Heckel. Một lá thư giới thiệu từ Brehm cho Joseph Natterer đã giúp anh có được một vị trí tại Bảo tàng Lịch sử Tự nhiên.

## Sự nghiệp nghiên cứu chim
Một năm sau khi ông đến, giám đốc của bảo tàng lịch sử tự nhiên này, Carl Franz Anton Ritter von Schreibers, đã giới thiệu ông với Coenraad Jacob Temminck, giám đốc bảo tàng lịch sử tự nhiên của Leiden, người đang tìm kiếm một trợ lý. Lúc đầu Schlegel làm việc chủ yếu trên bộ sưu tập bò sát và viết Essai sur la Physionomie des Serpens (1837), nhưng chẳng bao lâu, lĩnh vực hoạt động của ông mở rộng sang các nhóm động vật học khác. Người ta dự định Schlegel sẽ được gửi tới Java để tham gia Ủy ban Lịch sử Tự nhiên, nhưng cái chết ngay lập tức của người kế vị dự định của Temminck, Heinrich Boie, đã ngăn cản việc hiện thực hóa dự án này.
Chính tại thời điểm này, Schlegel đã gặp Philipp Franz von Siebold. Họ trở thành những người bạn vững chắc và hợp tác trong Fauna Japonica (1845-1850).
Năm 1847, ông trở thành phóng viên của Viện Hoàng gia Hà Lan, khi đó trở thành Học viện Khoa học và Nghệ thuật Hoàng gia Hà Lan vào năm 1851, ông trở thành thành viên.
Schlegel coi các loài là cố định, và do đó, từ khi xuất bản cuốn Nguồn gốc các loài cho đến khi cái chết của ông bị phản đối mạnh mẽ thuyết tiến hóa của Darwin. Nhà tự nhiên học người Anh Charles Darwin biết về ý kiến của Schlegel về loài và sự tiến hoa từ nhận xét của người bạn thân, nhà thực vật học và nhà thám hiểm người Anh Joseph Dalton Hooker: 'Tôi đã nói chuyện nhiều với Schlegel, anh ta rất ủng hộ việc tạo ra nhiều thứ và chống di cư'.